# Jachranka
Jachranka (prononciation : [jaˈxranka]) est un village polonais de la gmina de Serock dans le powiat de Legionowo de la voïvodie de Mazovie dans le centre-est de la Pologne.
Il se situe à environ 8 kilomètres au sud-ouest de Serock (siège de la gmina), 10 kilomètres au nord de Legionowo (siège du powiat) et à 30 kilomètres au nord de Varsovie (capitale de la Pologne).
Le village possède une population de 632 habitants en 2013.

## Histoire
De 1975 à 1998, le village appartenait administrativement à la voïvodie de Varsovie.

## Nom
Nom d'origine des propriétés topographiques ⇒ Niechronka (un lieu qui ne fournit pas d'abri militaire, un lieu non défensif).